# Jonathan Bornstein
Jonathan Rey Bornstein (Torrance, 7 novembre 1984) è un ex calciatore statunitense, di ruolo difensore.

## Carriera
Il 19 luglio 2010 è stato annunciato il suo passaggio dal Chivas USA al Tigres UANL, trasferimento che decorrerà dal mese di dicembre.

## Palmarès

### Club

#### Competizioni nazionali
- Coppa del Messico: 1

Queretaro: 2016

### Nazionale
- Gold Cup: 1

2007